# آدام ایره
آدام ایره (انگلیسی: Adam Eyre؛ زادهٔ ۷ ژانویهٔ ۱۹۷۸) بازیکن فوتبال اهل ایالات متحده آمریکا است.
از باشگاه‌هایی که در آن بازی کرده‌است می‌توان به نیوانگلند رولوشن اشاره کرد.